# GMMグラミー
GMMグラミー （タイ語: จีเอ็มเอ็ม แกรมมี่、英: GMM Grammy Public Company, Limited）は、タイ最大のメディア・エンターテインメント企業である。
現在は音楽（販売、著作権管理など）やアーティストのマネジメントだけではなく、ショービジネス（コンサートやフェスティバル）、ホームショッピング、映画、衛星放送、ラジオ、ドラマ等制作など、多岐にわたる事業を展開している。GMMTVも子会社のひとつである。
1983年に、歌手のRewat BuddhinanとPaiboon Damrongchaitham（2021年11月現在、GMMグラミー社の会長）によりGrammy Entertainment Co., Ltd.として設立された。2001年には、Grammy Entertainment Public Company Limited から GMM Grammy Public Company Limited に改称された。
音楽事業の子会社として「GMM ミュージック」があり、2024年時点でアーチスト130人、研修生150人が所属し、韓国、中国の音楽会社との提携に続き、日本のLDHとも合弁会社「G&LDH」を設立した。

## レーベル
- Genie Records
- Grammy Gold – Thai country (luk thung).
- Grammy Big
- Sanamluang Music
- UP^G
- White Music
- Musiccream
- Nevermind Records
- WerkGang
- Grand Musik
- Halo Society
- MBO
- GMMTV RECORDS
- GMM A
- Exact Music
- Genelab

## 所属アーティスト
- トンチャイ・メーキンタイ
- アイス・サランユー
- パーミー
- スニッター・リーティクン
- オラウィー・サッチャノーン
- ティティマー・スッタスントーン
- チンタラー・プーンラープ
- ウィチャヤニー・ピアクリン
- GOLF&MIKE
- Loso
- PARADOX
- Silly Fools
- Three Man Down
- Tilly Birds

## テレビ
- 放送局
  - One 31
  - GMM 25

- 制作会社・プロダクション
  - A-Time Media
  - CHANGE 2561
  - GMM Channel
  - GDH 559
  - GMMTV
  - GMM Bravo
  - Me Mi Ti
  - Nadao Bangkok
  - The One Enterprise

## ラジオ
- Chill FM Online
- EFM 94
- Green Wave 106.5 FM